# 穆捷苏尚特梅勒
穆捷苏尚特梅勒（法語：Moutiers-sous-Chantemerle，法語發音：[mutje su ʃɑ̃tmɛʁl]）是法国德塞夫勒省的一个旧市镇，属于布雷叙尔区。2019年1月1日，穆捷苏尚特梅勒与邻近的5个市镇合并为新市镇塞夫尔河畔蒙库唐。

## 地理
穆捷苏尚特梅勒（46°41'44"N, 0°37'6"W）面积25.64 平方千米，位于法国新阿基坦大区德塞夫勒省，该省份为法国西部内陆省份，北起曼恩-卢瓦尔省，西接旺代省，南至夏朗德省和滨海夏朗德省，东临维埃纳省。
与穆捷苏尚特梅勒接壤的市镇（或旧市镇、城区）包括：拉布勒伊贝尔纳、拉沙佩勒圣艾蒂安、塞夫尔河畔拉福雷、蒙库唐、圣保罗昂加蒂讷、布勒伊巴雷、圣皮埃尔迪舍曼。
穆捷苏尚特梅勒的时区为UTC+01:00、UTC+02:00（夏令时）。

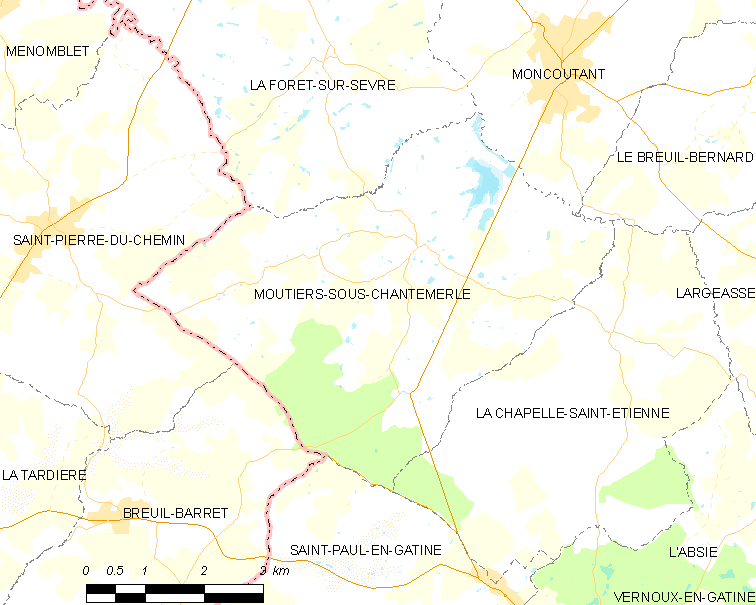
穆捷苏尚特梅勒的OSM定位图

## 行政
穆捷苏尚特梅勒的邮政编码为79320，INSEE市镇编码为79188。

## 政治
穆捷苏尚特梅勒所属的省级选区为瑟里宰县。

## 人口

1962-2008年间穆捷苏尚特梅勒人口变化图示

穆捷苏尚特梅勒于2018年1月1日时的人口数量为592人。